# 蓋基 (亞伯達)
蓋基（英文：Geikie）是一個位於加拿大亞伯達省亞伯達洛磯大區賈斯珀市西側的地方地區（locality）。蓋基位於加拿大橫貫公路國道16號旁，傍米特河（Miette River）畔。蓋基西鄰迪寇因，東鄰威因德（Wynd）。
此地區命名來自於一旁之蓋基山，而蓋基山命名為紀念英國地質學家阿奇博·蓋基（英文：Archibald Geikie）。

## 資料來源
1. ↑  . 地理名稱數據庫. 加拿大自然資源部.（英文）
2. ↑  . Ottawa: Geographic Board of Canada. 1928: 56  [2021-11-26]. （原始内容存档于2021-11-26）.

52°52′00″N 118°16′09″W / 52.86671°N 118.26909°W